# Ron Rice
Ron Rice, rodným jménem Charles Ronald Rice (1935–1964), byl americký experimentální filmový režisér.

## Život
Narodil se v New Yorku a později se usadil v San Franciscu. V roce 1960 představil snímek The Flower Thief, v němž hráli například Bob Kaufman a Taylor Mead. Později natočil film Queen of Sheba Meets the Atom Man, ve kterém opět hrál Taylor Mead, dále například Jonas Mekas, Jack Smith, Julian Beck a Judith Malina. Ten však nestihl dokončit, neboť v roce 1964 v Acapulcu zemřel. Mezi jeho další filmy patří například Senseless a Chumlum nebo nedokončený projekt s Jerrym Jofenem nazvaný The Dancing Master.